# Horst-Dieter Höttges
Horst-Dieter Höttges (født 10. september 1943 i Mönchengladbach, Tyskland, død 22. juni 2023) var en tysk fodboldspiller, der som forsvarsspiller på det vesttyske landshold var med til at vinde guld ved både EM i 1972 og VM i 1974. Han deltog desuden ved VM i 1966 hvor tyskerne vandt sølv, samt ved VM i 1970.
På klubplan tilbragte Höttges, på nær en enkelt sæson hos Borussia Mönchengladbach, hele sin professionelle karriere hos Werder Bremen. Her nåede han at spille 420 ligakampe og score 55 mål.